# آزادگان ۱
آزادگان ۱ یک منطقهٔ مسکونی در ایران است که در دهستان نجف‌آباد (سیرجان) واقع شده‌است. آزادگان ۱ ۳۴ نفر جمعیت دارد.